# Ritratto di Lady Colin Campbell
Il Ritratto di Lady Colin Campbell è un dipinto del pittore italiano Giovanni Boldini, realizzato intorno al 1894 e conservato alla National Portrait Gallery di Londra.

## Descrizione
Con una pennellata elettrizzante che trasmette bellezza e joie de vivre qui Boldini ritrae Gertrude Elizabeth Blood, altrimenti nota come Lady Colin Campbell. Era costei un'aristocratica irlandese convolata a nozze con Colin Campbell, VI conte di Argyll: la loro, tuttavia, fu un'unione molto infelice, suggellata dai continui libertinaggi di Colin, assiduo frequentatore dei postriboli londinesi. Quando la bella e ignara Elizabeth subì l'onta della sifilide, contratta in seguito a un rapporto sessuale con il marito infedele, accusò di adulterio quest'ultimo e richiese immediatamente il divorzio, sentendosi oltraggiata nel corpo e nello spirito. Il processo non andò a buon fine per la sfortunata Lady, che dovette attendere la morte del coniuge per risanare il proprio animo ferito. L'abbandono del tetto coniugale fu una primaria e decisiva fonte d'ispirazione per Elizabeth, che in questo modo ebbe modo di coltivare le proprie doti letterarie e giornalistiche e di dare lustro alla nazione britannica con le sue poesie.
Nell'affascinante figura di Colin Campbell, che con la sua richiesta di divorzio denunciò coraggiosamente l'ipocrisia e la doppiezza della società vittoriana, Boldini individuò il prototipo di un'emancipazione femminile in pieno ed incalzante divenire. Nell'opera la Lady rivolge all'osservatore uno sguardo disinibito, determinato, limpido e conturbante al tempo stesso, presentandosi come l'interprete di una femminilità ritrovata ed esuberante, non più inibita dalle mistificazioni borghesi ma libera di seguire la sua natura più autentica. Il suo incarnato è candido, latteo, quasi madreperlaceo, di un bianco che solo un'aristocratica come lei poteva preservare, riparandosi dalla luce all'interno di sfarzosi palazzi: la sua agiatezza viene ribadita anche dall'eleganza del vestito, nerissimo e vorticoso, ornato da un delicato mazzo di rose presso la generosa scollatura. La donna viene ripresa frontalmente da seduta, con una mano appoggiata sulla spalliera di una dormeuse che sostiene il capo e l'altra disinvoltamente adagiata lungo il corpo.
Così come nella quasi totalità dei ritratti boldiniani, l'impressione che se ne deriva è quella di una elettrizzante dinamicità, ottenuta anche con l'impiego di una trama pittorica impalpabile, vaporosa, quasi aerea (si noti, a tal proposito, il tessuto luministico dell'abito nero, percorso da una fantasmagoria di riflessi). Il corpo di Elizabeth, modellato da una luce scabrosa e opulenta, sembra quasi trasfigurato in una dimensione classica senza tempo. Il colore è invece depositato sulla superficie pittorica con pennellate rapide e vibranti, le quali oltre a delineare la fisionomia della donna (decentrata leggermente verso sinistra), contribuiscono ad esaltarla con uno sfondo leggero e delicato.